# Berberis muliensis
Berberis muliensis är en berberisväxtart som beskrevs av Ahrendt. Berberis muliensis ingår i släktet berberisar, och familjen berberisväxter. Inga underarter finns listade i Catalogue of Life.